# Feadz
Feadz, de son vrai nom Fabien Pianta, est un disc jockey et compositeur d'electro et de hip-hop français. Il est actuellement signé sur le label Ed Banger Records. Résident des soirées Panik à l’Élysée Montmartre, DJ Feadz est associé à la production de l'album Analog Worms Attack de Mr Oizo publié en 1999. Fondateur du groupe de turntablisme Audiomicid, il est également l'auteur de plusieurs EP, notamment sur le label allemand BPitch Control. Il réalise aussi plusieurs productions pour Uffie, rappeuse electro.
Son premier album, intitulé Instant Alpha, paraît sur Ed Banger Records le 20 janvier 2014.

## Biographie
Feadz se lance dans la création de musique électronique et le hip-hop au début des années 1990 à Paris. Il fait la rencontre du producteur Mr. Oizo en 1999 et les deux se lancent dans la production de son album Analog Worms Attack, qui deviendra extrêmement populaire, puis se lancent dans une tournée mondiale pour la promotion. En 2001, après sa collaboration avec Mr. Oizo, Feadz est invité à le rejoindre au label discographique allemand d'electro dirigé par Ellen Allien, BPitch Control. Sur son label, Feadz publie son premier album solo officiel, à commencer par l'EP High-B en 2001. Il publie trois autres EPs sur BPitch Control.
Feadz et Uffie collaborent au début de 2005, Uffie fournissant les parties vocales de la chanson Uffie and Me (publiée sur son Forward 4 EP). Il produit ensuite son single Pop the Glock à la fin de 2005 qu'ils donnent à de nombreux labels. En 2006, Busy P, dirigeant et fondateur du très célèbre label français Ed Banger Records, écoute le single et propose rapidement un contrat avec Feadz et Uffie. Le vieil ami de Feadz, Mr. Oizo, est également signé chez Ed Banger Records et les deux produisent les quatre premiers EPs d'Uffie entre 2006 et 2010. Uffie devient un phénomène international, à commencer par ses singles Pop the Glock et Ready to Uff (produites par Mr. Oizo) en 2006, et popularise par la même occasion Feadz.
Pour la compilation d'Ed Banger, Ed Rec Vol. 2, publiée en 2007, Feadz fournit sa chanson Edwrecker, son premier solo officiel au label. En 2008, il fournit sa chanson Back it Up (en featuring avec Spank Rock) pour Ed Rec Vol. 3. Plus tard dans l'année, Feadz publie son premier EP, Happy Meal sur Ed Banger Records, qui atteint la 93e place des classements français. Son deuxième EP au label, People Numbers Money Business, est publié le 7 août 2009.
Le 26 octobre 2010, Ed Banger Records annonce sur Facebook la publication d'un nouvel EP de  Feadz, intitulé The Unfinished Feadz Fairytale. Le 20 janvier 2014, le premier album de Feadz, Instant Alpha, est publié par Ed Banger Records, et bien accueilli par la presse spécialisée,,.

## Discographie

### Album studio
- 2014 : Instant Alpha
- 2023 : FEADZ & KARLITO FINAL CUT (FDZ INC)

### EPs
- 2001 : High-B (BPitch Control)
- 2003 : On Level M (BPitch Control)
- 2004 : Maxi Beef (BPitch Control)
- 2005 : Forward 4 EP (BPitch Control)
- 2008 : Happy Meal (Ed Banger Records)
- 2009 : People Numbers Money Business (Ed Banger Records)
- 2010 : The Unfinished Feadz Fairytale (Ed Banger Records)
- 2012 : Feadz & Kito Electric Empire EP (Ed Banger Records)
- 2013 : Feadz & Kito Electric Empire Remix EP (Ed Banger Records)
- 2015: Feadz The Redbull Studio Paris Session
- 2015 : Superseeded (Ed Banger Records)
- 2017 : Feadz & Daniel Haaksmaan Capri Fruit (Man Recordings)
- 2017 : Big Dope P & Feadz Freak (Local Action)
- 2018 : Feadz & Mitch  SWEEZ EP (FDZ INC)
- 2019 : ASTRO H (FDZ INC)
- 2020 :  SINTO  (FDZ INC)
- 2020 : DEL 4 EP (FDZ INC)
- 2022 : FEADZ & KARLITO  DEF CUTS (FDZ INC)
- 2022 : FEADZ & KARLITO  POWER CUTS (FDZ INC)
- 2022 : FEADZ & KARLITO  HOT CUTS (FDZ INC)
- 2022 : FEADZ SCRATCH BEATS #1 (FDZ INC)
- 2022 : FEADZ & KARLITO  LE NEUF (FDZ INC)
- 2023 : FEADZ & KARLITO FINAL CUT (FDZ INC)
- 2023 : FEADZ  I CAN'T WAIT / WALKTHROUGH (FDZ INC)
- 2024 : FEADZ LIT  (FDZ INC)
- 2025 : FEADZ  STEP UP  (FDZ INC)

### Compilations
- 2000 : Audio Recipe sur Audiomicid Limited Edition EP
- 2000 : We are Espionnage sur Espionnage Sound System Espion le EP
- 2007 : 110 Cloches BPC Camping Compilation
- 2007 : Edwrecker sur Ed Rec Vol. 2
- 2008 : Back it Up (en feat. avec Spank Rock) sur Ed Rec Vol. 3
- 2010 : The Assistant Manager sur Modeselktion Vol 1
- 2011 : Far From Home (en feat. avec Claude Violante) sur Let the Children Techno
- 2011: 11% Acid  sur Boysnoize Super ACID (BNR)
- 2013 : Coleslaw 43 sur Ed Rec Vol. X
- 2013: Go on Girl sur Dance Mania (BNR)
- 2014 : Repair, Party et Humanity sur Vandroid
- 2014 : Go On Girl sur Boysnoize presents Dance Mania
- 2014 : Throw It Up (en feat. avec Orgasmic) sur SND.PE, Vol. 2: Crossover Series
- 2014 : Get Wild (en feat. avec Big Dope P) sur #DMP6
- 2015 : BankRoll (en feat. avec Big Dope P) sur Street Bangers Factory 2
- 2015 : Everywhere We Go sur Street Bangers Factory 3
- 2016 : DJ Quik's Hair (en feat. avec Douster) sur SND.PE, Vol. 5
- 2016 : Panther Pump sur Street Bangers Factory 5
- 2016 : Big Shots (en feat. avec Le Dom) sur Paradoxe Club
- 2017 : Glue (en feat. avec Santana) sur Ed Rec 100
- 2022 : Protocole sur Promesses Vol 2

### Remixes
- 2004 : Bill's Break (pour Krazy Baldhead)
- 2007 : Lava Lava (pour Boys Noize)
- 2009 : Suckerpin (pour Modeselektor)
- 2009 : El Tigeraso (pour Maluca)
- 2010 : Rock The (pour Bobmo)
- 2010 : I Might Be (pour Todd Edwards)
- 2011 : All You Need Is Techno (pour Arnaud Rebotini)
- 2013 : Mirror Maru (pour Cashmere Cat)
- 2013 : Moveltlife (pour Big Dope P)
- 2014 : Under My Skin (pour Kito & Reija Lee)
- 2015 : I'm A Firecracker (pour Princess Superstar)
- 2019: No Takes Me Back (pour Uffie)
- 2020 : Deadly Disco Poison (pour Amadeezy)
- 2023: Imagination feat The Egyptian Lover (pour Aiwaska)
- 2024 : Tear Me Apart (pour Violet Indigo)

### Mixtapes
- 1999 : Stagnation Reverse Vol 1
- 2002 :  Stagnation Reverse Vol 2
- 2016 :  The Post Truth Tape. (Ed banger)
- 2023 :  Ultra Mixtape-(Re)Think(Re)Vive(Re)Connect
- 2025 :  EuropaEuropa 2025 Suspended In Time avec Lionel Vivier